# Apollinaire Bouchardat
Apollinaire Bouchardat (L'Isle-sur-Serein, 23 de julio de 1806 – París, 7 de abril de 1886) era un farmacéutico e higienista francés nacido en L'Isle-sur-Serein.
Estudio en la Escuela de Farmacia de París y el Museo Nacional de Historia Natural de Francia, y más tarde fue jefe farmacéutico en el hospital Hôtel-Dieu de París, donde trabajó durante gran parte de su carrera. A mediados de la década de 1850 se convirtió en profesor de higiene en el Facultad de medicina de la Universidad de París.
Bouchardat es considerado como el fundador de diabetología, y era una figura importante en la terapia dietética para el tratamiento de diabetes con anterioridad al advenimiento de terapia de insulina. Reconoció que el ayuno era un método para reducir la glucosuria, y especuló que la causa principal de la diabetes se localizaba en el páncreas. En el tratamiento de la enfermedad, hizo hincapié en la importancia del ejercicio, y desarrolló un procedimiento para la auto-prueba de orina para determinar la presencia de glucosa.
Entre sus escritos se encuentra el popular "Nouveau Formulaire Magistral", un formulario del que se publicaron varias ediciones. Contenía información sobre balnearios de salud y fórmulas farmacéuticas que incluía curas naturales y remedios para todo tipo de dolencias. A principios del año de 1840,  fue editor  de la revista "Annuaire de thérapeutique, de matière médicale de pharmacie et de toxicologie".

## Epónimo asociado
- "Tratamiento de Bouchardat": Tratamiento de diabetes mellitus por uso de una dieta de baja en carbohidratos.

## Trabajos principales
- Manuel de matière médicale de thérapeutique et de pharmacie, (1838, quinta edición 1873) –  Materia médica manual de terapéutica y farmacia.
- Eléments de matière médicale et de pharmacie (París 1839) – Elementos de materia médica y farmacia.
- Nouveau formulaire magistral, etc. (1840, 19.ª edición 1874).
- De la glycosurie ou Diabète sucré Hijo traitement hygiénique, París, (1875, segunda edición 1883) – En glycosuria o diabetes mellitus y su tratamiento higiénico.
- Traité d'hygiène publique et privée basée sur l'Etiología, 1881 – Treatise en higiene pública y privada, basó encima etiología.